# Bouwkeramiek

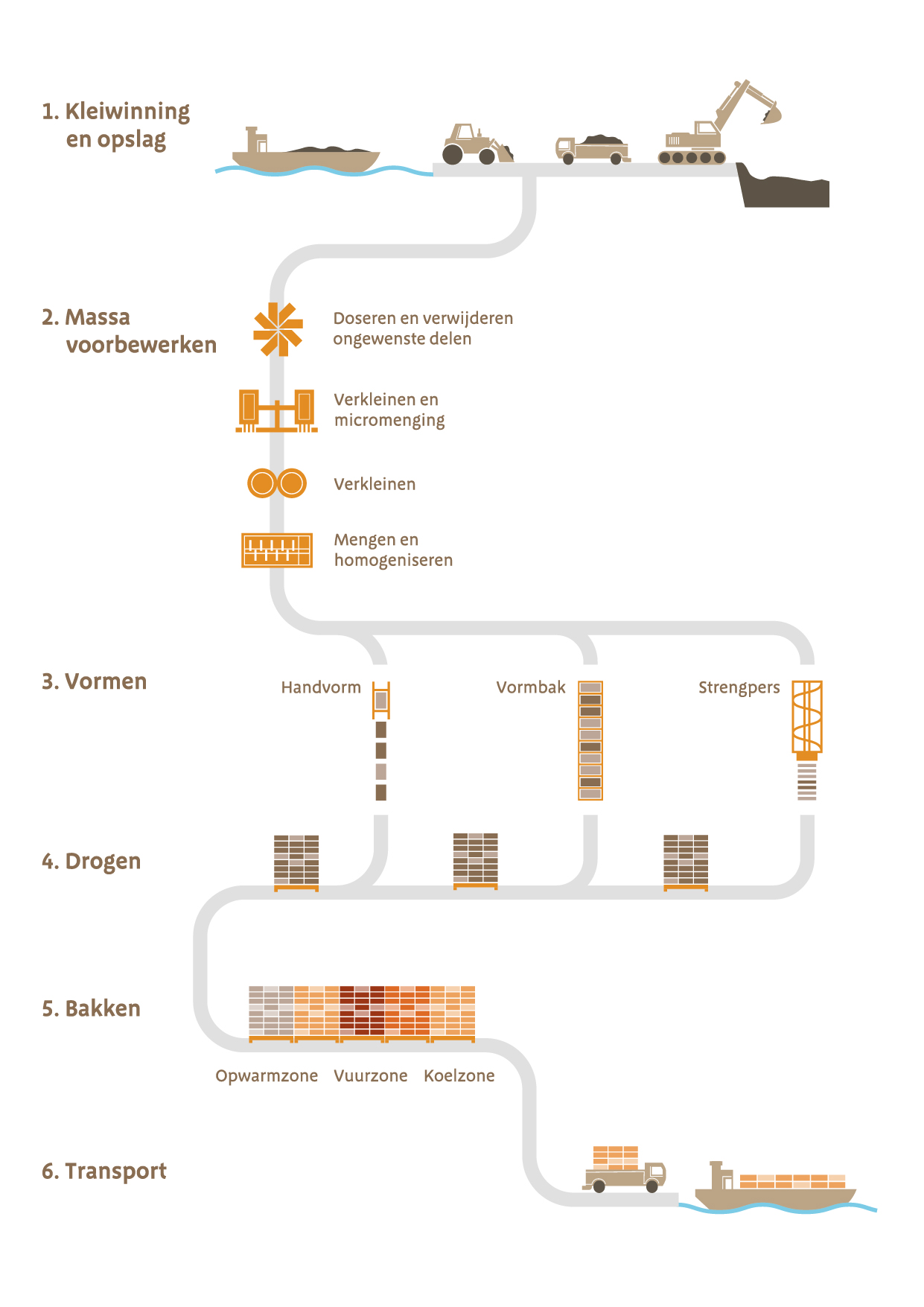
Productieproces bouwkeramiek

Bouwkeramiek is een verzamelnaam voor keramische producten voor de bouw.
Keramische producten worden vervaardigd uit gebakken klei door de maakindustrie van bouwkeramiek (steenfabrieken). Voorbeelden daarvan zijn straatklinker, smalle en volle metselbaksteen, keramische steenstrips, keramische binnenmuursteen, keramische dakpannen, keramische wand- en vloertegels, maar ook sanitair en gresbuizen.
Klei is de belangrijkste grondstof voor de productie van bouwkeramiek. Rivierklei vormt het hoofdbestanddeel van Nederlandse bouwkeramiek. Deze wordt gewonnen in de uiterwaarden van de grote rivieren. Dat gebeurt sinds begin jaren negentig van de 20e eeuw volgens het principe van het "reliëfvolgend ontkleien". Daardoor zijn sinds die tijd vele duizenden hectares nieuwe natuur ontstaan.
Voorheen werd de klei per smal- of veldspoor naar de fabriek gebracht.

## Productieproces
Om van klei keramisch product te maken, wordt een productieproces doorlopen dat vergaand is geautomatiseerd. Het is een beheersbaar proces met als processtappen, kort samengevat:
1. voorbewerking van de klei
2. vormgeving van het gewenste product
3. drogen
4. bakken